# Tumlin (gromada)
Tumlin – dawna gromada, czyli najmniejsza jednostka podziału terytorialnego Polskiej Rzeczypospolitej Ludowej w latach 1954–1972.
Gromady, z gromadzkimi radami narodowymi (GRN) jako organami władzy najniższego stopnia na wsi, funkcjonowały od reformy reorganizującej administrację wiejską przeprowadzonej jesienią 1954 do momentu ich zniesienia z dniem 1 stycznia 1973, tym samym wypierając organizację gminną w latach 1954–1972.
Gromadę Tumlin z siedzibą GRN w Tumlinie (obecnie jest to 6 wsi na pograniczu gmin Zagnańsk (Tumlin-Dąbrówka, Tumlin-Osowa, Tumlin-Węgle i Tumlin-Zacisze) i Miedziana Góra (Tumlin-Podgród i Tumlin-Wykień)) utworzono – jako jedną z 8759 gromad na obszarze Polski – w powiecie kieleckim w woj. kieleckim, na mocy uchwały nr 13c/54 WRN w Kielcach z dnia 29 września 1954. W skład jednostki weszły obszary dotychczasowych gromad Tumlin (bez przysiółkow Rurarnia i Dudków) i Tumlin-Wykień ze zniesionej gminy Samsonów w tymże powiecie. Dla gromady ustalono 17 członków gromadzkiej rady narodowej.
Gromadę zniesiono 31 grudnia 1959, a jej obszar włączono do gromady Samsonów w tymże powiecie.